# Resolutie 107 Veiligheidsraad Verenigde Naties
Resolutie 107 van de Veiligheidsraad van de Verenigde Naties van 30 maart 1955 werd unaniem aangenomen. De Veiligheidsraad vroeg Egypte en Israël samen te werken om tot een akkoord te komen dat vijandelijkheden rond de demarcatielijn tussen beiden moest vermijden.

## Achtergrond
Op 28 februari 1955 viel Israël als vergelding van Palestijnse aanslagen de door Egypte bestuurde Gazastrook aan. Daarbij kwamen tientallen Egyptische soldaten om.

## Inhoud
De Veiligheidsraad nam akte van de delen van het rapport van de stafchef van UNTSO, de organisatie die toezicht hield op het bestand in Palestina, die gingen over de voorwaarden van de demarcatielijn tussen Egypte en Israël en de oorzaken van de huidige spanningen. De Veiligheidsraad wilde dat alles gedaan zou worden om de veiligheid in die regio te handhaven. De stafchef werd gevraagd om hiertoe zijn consultaties met Egypte en Israël voort te zetten. De Veiligheidsraad merkte op dat de stafchef reeds concrete voorstellen had gedaan. Egypte en Israël werden gevraagd samen te werken met de stafchef volgens welke infiltratie kon worden geminimaliseerd als er een akkoord zou worden bereikt. De stafchef werd gevraagd om de Veiligheidsraad op de hoogte te houden van zijn vooruitgang.

## Verwante resoluties
- Resolutie 106 Veiligheidsraad Verenigde Naties
- Resolutie 108 Veiligheidsraad Verenigde Naties

Lijst ·  106 ·  107 ·  108 ·  109 ·  110